# 托尔斯滕·马尔吉斯
托尔斯滕·马尔吉斯（德語：Thorsten Margis，1989年8月14日—），德国男子雪车运动员。他曾代表德国参加2014年、2018年和2022年冬季奥林匹克运动会雪车比赛，获得四枚金牌。